# Museologia
La museologia è una disciplina che, assieme alla museografia, si occupa di musei. L'uso dei due termini, anche in ambito scientifico e professionale, non è uniforme. Il significato e il ruolo che si tende a attribuire a l'uno o a l'altro termine cambia con il variare del contesto.

## Descrizione
La museologia è una disciplina giovane: è nata nel 1955, distaccandosi dalla già strutturata museografia settecentesca, che si basava soprattutto sulle idee dei teorici tedeschi. Le due discipline si rivolgono allo studio del museo da due differenti angolazioni: la museologia si occupa dell'istituzione museo dal punto di vista teorico-storico ed è quindi tesa alla ricerca dei significati e dell'essenza del museo; la museografia invece attiene più strettamente all'ambito operativo-architettonico, è quindi tesa allo studio analitico-descrittivo.
Considerando il museo come il prodotto di una specifica ed istintiva attitudine dell'uomo alla raccolta di documenti (che può identificarsi nella pulsione del collezionista di scongiurare la caducità umana attraverso la raccolta di beni materiali di particolare rilevanza, l'istinto vitale che spinge a conservare insieme ad un reperto la memoria), ma anche come necessità spirituale di espressione di sé, della propria società e della storia che trova concretizzazione attraverso l'esposizione di oggetti significanti, esso si configura come metodo di tale raccolta e la museologia la messa in pratica di tale metodo.
Mentre la museografia è l'insieme di tecniche e pratiche concernenti il funzionamento del museo, la museologia è lo studio del museo nelle sue funzioni essenziali: conservativa, scientifica, didattica.
Benché i termini e le definizioni delle due discipline abbiano subìto, dal settecento ad oggi, svariate messe a punto, le problematiche ad esse legate discendono da radici antiche. È con il Rinascimento italiano che i termini di "museo pubblico", collezione acquistano un significato reale: è infatti il collezionismo, che in Italia si sviluppa fra Quattrocento e Cinquecento, la prima materia di studio della museologia.
In generale possiamo affermare che, per quanto riguarda l'Italia, la museologia si occupa del museo in quanto tale. Dunque oggetto della museologia sono la storia dei musei, gli aspetti conservativi e quelli afferenti al patrimonio. La disciplina si occupa di analizzare la struttura del museo, il funzionamento, narra la sua natura e il ruolo sociale.